# 三浦新一郎
 三浦 新一郎（みうら しんいちろう、1971年（昭和46年）12月27日 - ）は、日本の銀行家。山形銀行代表取締役専務。山形ガス監査役。公益財団法人三浦新七博士記念会理事。

## 来歴・人物
山形銀行創業家である三浦家に生まれる。東京商科大学（現：一橋大学）学長や両羽銀行（現：山形銀行）頭取を務めた三浦新七は曽祖父。
頭取・会長を20年あまり務めた父である三浦新が退任したため、三菱東京UFJ銀行から山形銀行に入行。
2014年、同代表取締役専務に就任。

## 略歴
- 1994年 - 日本大学商学部卒業後、三菱銀行入行。融資部第3グループ調査役、企業融資第2グループ調査役等を歴任する。
- 2005年 - 山形銀行入行。常務取締役。
- 2014年 - 同代表取締役専務。